# Асаф Джах V
Афзал ад-Даулах, Асаф Джах V Мир Тахниятх Али Хан Сиддики Баяфанди (11 октября 1827 — 26 февраля 1869) — восьмой низам Хайдарабада (16 мая 1857 — 26 февраля 1869).

## Биография
Родился 11 октября 1827 года в Хайдарабаде. Старший сын Асафа Джаха IV (1794—1857), седьмого низама Хайдарабада (1829—1857), и Сахебзади Дилавар ун-нисы Бегум Сахебы.
16 мая 1857 года после смерти своего отца Асаф Джаха IV 29-летний Асаф Джах V стал новым правителем (низамом) княжества Хайдарабад.
В правление Асафа Джаха V Хайдарабадское княжество было разделено на пять суб и шестнадцать округов. Каждая  возглавлялась субадаром, а каждый округ — талукдаром.
Реформы, проведенные во время его правления премьер-министром Саларом Джангом, включали создание в 1855 году государственной центральной казны.
Асаф Джах V реформировал хайдарабадскую налоговую и судебную системы, создал почтовую службу и построил первые железнодорожные и телеграфные сети. В 1861 году он был награжден Орденом Звезды Индии.
Во время правления Асафа Джаха V было создано в 1854 году Дар-ул-Улум, первое регулярное учебное заведение Хайдарабада.

## Личная жизнь
Асаф Джах V был женат три раза. Его первой супругой была Сахебзади Махбуб Бегум Сахиба, второй — Сахебзади Аллах Рахи Бегум, а третьей — Сахебзади Хуссейни Бегум Сахиба. От трех браков у него было четыре сына и шесть дочерей:
- Сахебзада Мир Икбал Али Хан Бахадур (1858—1858)
- Сахебзада Мир Хифасат Али Хифасат Али Хан Бахадур (1860—1861)
- Сахебзада Мир Али Раза Хан Бахадур (1861—1862)
- Сахебзада Мир Махбуб Али Хан Бахадур (Асаф Джах VI) (1866—1911)
- Сахебзади Хусейн ун-ниса Бегум (1859—1883)
- Сахебзади Падшах Павариш ун-ниса Бегум (1869—1906)
- Сахебзади Сирадж ун-ниса Бегум (1879 — ?)
- Сахебзади Джахандар ун-ниса Бегум (1875—1947)
- Сахебзади Рифаат ун-ниса Бегум
- Сахебзади Ниджиб ун-ниса Бегум

26 февраля 1869 года 41-летний низам Асаф Джах V скончался в Хайдарабаде. Он был похоронен в Мечети Мекка.

## Титул и стиль
- Его Высочество Сэр Низам-уль-Мульк, Афзал ад-Даулах, Наваб Фаруки Мир Тахниятх Али Хан Сиддики Баяфанди Бахадур, Асаф Джах V, рыцарь — великий командор Ордена Звезда Индии, Низам Хайдарабада[6].